# Jeff German
Jeffrey Michael German (23 de agosto de 1953 - 3 de septiembre de 2022) fue un reportero de investigación estadounidense establecido en Las Vegas, Nevada. Su carrera periodística en Las Vegas abarcó cuatro décadas; escribió para Las Vegas Review-Journal y Las Vegas Sun.

## Biografía
Nació el 23 de agosto de 1953 en Las Vegas Valley, Nevada. Obtuvo una maestría de la Universidad Marquette.
Fue columnista y reportero en Las Vegas Sun durante más de dos décadas, cubriendo el crimen organizado, el gobierno, la política y los tribunales. Cubrió el incendio del MGM Grand en 1980 y la investigación del FBI de principios de la década de 2000 sobre los sobornos aceptados por los comisionados del condado de Clark (Operación G-Sting).
Fue escritor y presentó la serie de podcasts Mobbed Up: The Fight for Las Vegas. En 2001 escribió el libro de true crime llamado Murder in Sin City: The Death of a Las Vegas Casino Boss, que contaba la historia de la muerte de Ted Binion, heredero de la fortuna Binion's Horseshoe.
Se unió al Las Vegas Review-Journal en 2010.
Después del tiroteo en Las Vegas de 2017, German fue el primero en informar que el tirador había disparado contra dos tanques de combustible para aviones cercanos antes de centrar su atención en el lugar del festival. Con Cathy Scott dio a conocer la historia de la muerte del mafioso corredor de apuestas Herbert Blitzstein. También informó sobre fallas en las inspecciones de la ciudad antes del incendio y mala gestión de Alpine Motel Apartments de 2019, mala conducta ilegal e intimidación en la Oficina del Administrador Público del Condado de Clark.

### Asesinato
Fue encontrado muerto a puñaladas afuera de su casa en Las Vegas Valley el 4 de septiembre de 2022. Tenía 69 años. La policía informó que había estado involucrado en un altercado con alguien fuera de su casa el día antes de que lo encontraran muerto y que identificaron a un sospechoso por su asesinato. El 7 de septiembre, la policía arrestó al administrador público del condado de Clark, Robert Telles, bajo sospecha del asesinato de German. German había investigado a Telles por acusaciones de que Telles estaba contribuyendo a un ambiente de trabajo hostil y estaba involucrado en una relación inapropiada con un miembro del personal. Después de que se publicaron los resultados de la investigación, Telles perdió su candidatura a la reelección en las primarias demócratas.